# Kyz-Zhibek

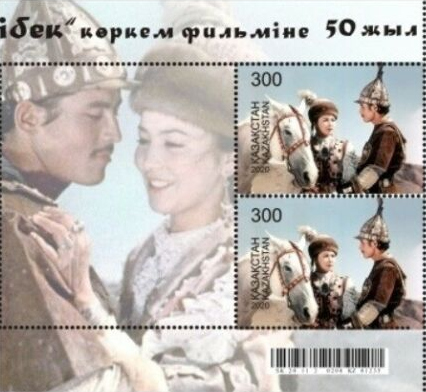
Ein Briefmarkenbogen 2020 mit einer Szene des Films "Kyz-Zhibek" von 1970.

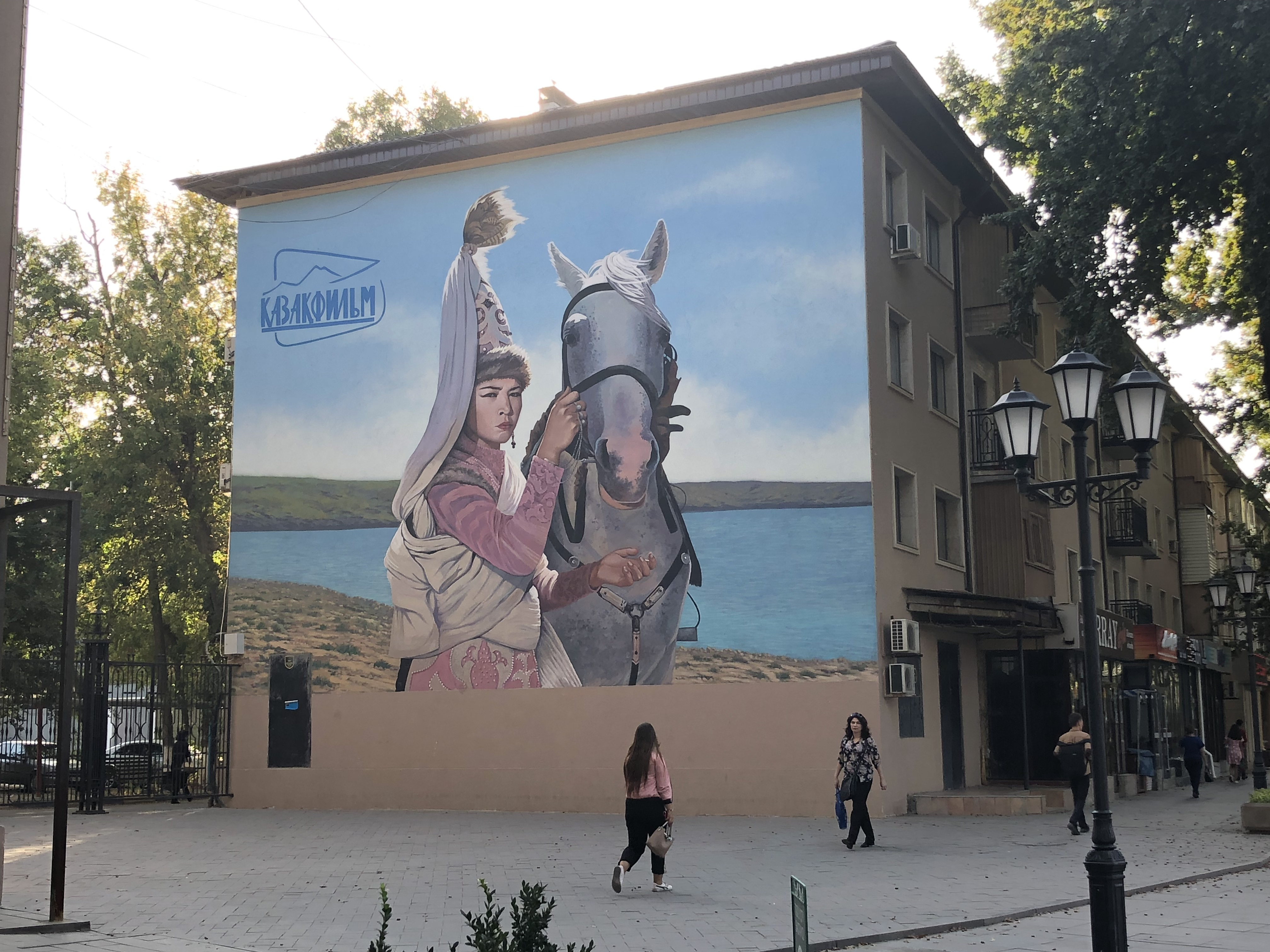
Fassadengemälde im kasachischen Schymkent mit einer Szene des Films "Kyz-Zhibek" von 1970.

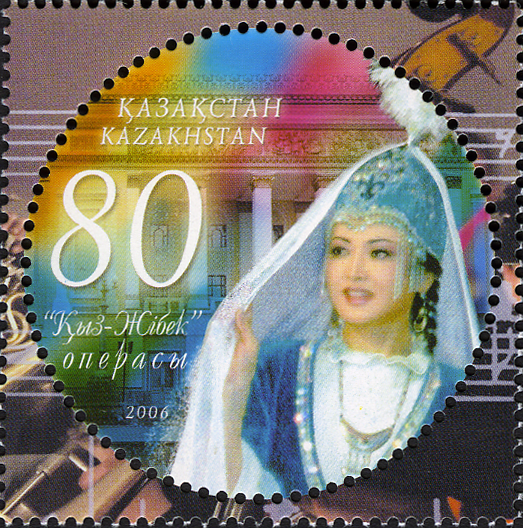
Eine Briefmarke von 2006, die der Oper von 1934 gewidmet ist

Kyz-Zhibek (kasachisch Қыз Жібек Qyz Jıbek) ist eine kasachische poetische Volkslegende aus dem 17. Jahrhundert, die von einer Liebesgeschichte zwischen Kyz-Zhibek und Tolegen erzählt.
Die Geschehnisse des Epos spielen in der Zeit, als die erste Welle von Kalmücken nach Ural wanderte und das Kasachen-Khanat erstmals aus vielen Steppenclans und Stämmen gebildet wurde.

## Handlung
In dem Epos steht die Heldin Zhibek im Mittelpunkt, beginnend mit der erstaunlichen Geschichte eines Kaufmanns über ihre überwältigende Schönheit und endend mit der Schilderung der Ereignisse in der Steppe angesichts der Invasion der Kalmücken. Der Protagonist des Epos, Tolegen, will das Mädchen, das sein Vater für ihn ausgewählt hat, nicht heiraten. Nachdem er die Geschichte eines Kaufmanns über himmlische Schönheit von Kyz-Zhibek gehört hat, macht er sich auf die Suche nach ihr. Widrigkeiten wie der Widerstand seines Vaters, der ferne Weg, die Einsamkeit und die Feindseligkeit seines Gegners Bekezhan standen ihm dabei im Weg. Er überwindet all diese Hindernisse, kämpft um Zhibeks Hand und Herz und verdient ihre Liebe. Kyz Zhibek verliebte sich in Tolegen, aber ihre glücklichen Tage mit ihm waren kurz. Während der Auseinandersetzungen der rivalisierenden Familien wird Tolegen jedoch von Bekezhan aus dem Argyn-Clan, der ebenfalls Zhibeks Hand begehrte, getötet. Sie erfährt zuerst nicht über den Tod von Tolegen und wartet dann acht Jahre lang auf ihren Liebsten.
Wegen ihrer Schönheit wurde Zhibeks Sippe vom Unglück verfolgt. Der kalmückische Khan Khoren, der mit einem großen Heer anrückte und drohte, alle Aule zu verbrennen, verlangte von Zhibek die Einwilligung, seine Frau zu werden. Um ihr Volk zu retten, willigt Zhibek ein und bittet nur darum, die Hochzeit um drei Monate zu verschieben. Khoren wartet ab, und Zhibek schickt einen Boten zu Tolegens Aul. Das erfährt Bekezhan, der schon lange in Zhibek verliebt ist. Er wagt es, das Geheimnis von Tolegens Tod zu lüften und erzählt ihr, wie er und seine Freunde vor acht Jahren im Winter auf der Jagd einen einsamen Reisenden riefen, der vor ihnen davonlief. Der Reisende schoss zweimal mit seinem Bogen und verwundete Bekezhans Freunde. Dann schoss Bekezhan mit einem Gewehr. Der Reisende stürzte, und die Kugel holte ihn ein. Als Bekezhan herangeritten kam, erkannte er ihn als Tolegen.
Der Schmerz des Verlustes, die Treue zur entfernten Familie des toten Bräutigams, die Bewahrung des mutigen, unabhängigen Geistes auch in der Trauer - so wird Kyz-Zhibek zu einem Ideal, zu einem schönen Bild eines kasachischen Mädchens.
Der zweite Teil des Epos handelt vom Tolegens jüngerer Bruder Sansyzbay, der nach acht Jahren erwachsen geworden ist. Nach Tolegens Tod sollte Zhibek gemäß dem Brauch der Schwagerehre die Frau seines jüngeren Bruders Sansyzbay werden. Sansyzbay sucht Zhibek gemäß dem Willen seines Bruders auf. Sie stimmt zu, ihn zu heiraten, doch zuvor muss er gegen den kalmückischen Khan Khoren kämpfen, der Zhibek gewaltsam entführt hat. In einem Zweikampf besiegt Sansyzbay Khoren und befreit Zhibek.

## Forschungsgeschichte und Publikationen
Im Jahr 1880 hat E. A. Aleksandrov das Poem von Akyn Musabai aufgezeichnet und in Prosaform ins Russische übersetzt. In der zweiten Hälfte des 19. Jahrhunderts nahm der Lehrer Faliollah Tukhvatullin eine andere Version des Poems auf und veröffentlichte sie im Jahr 1894 in Kasan. Das Poem wurde in Kasachisch 1900, 1903, 1905, 1909 und 1911 in Kasan in einer Fassung des kasachischen Ethnographen und Dichters Zhusipbek Shaikhislamuly veröffentlicht. Heute sind sechzehn Originalversionen des Epos bekannt.
Die erste dichterische Übersetzung des Epos ins Russische stammt von Lev Penkovsky. 1988 wurde das Epos vom kasachischen Dichter Bakhytzhan Kanapyanov erneut ins Russische übersetzt.
Im Jahr 2003 erschien in der Reihe „Die Epen der Völker Eurasiens“ ein Buch, in dem die verschiedenen Versionen der kasachischen Epen Kozy-Korpesh – Bayan-Sulu und Kyz-Zhibek veröffentlicht wurden.
"Kyz-Zhibek" ist in die Liste des Weltkulturerbes aufgenommen, 2008 wurde von der UNESCO zum Jahr seines 500-jährigen Bestehens erklärt. Das Jubiläum wurde in den UNESCO-Kalender 2008 mit wichtigen Daten aufgenommen.

## Theater-, Ballett- und Filmproduktionen
1934 wurde die Oper „Kyz-Zhibek“ im Abai-Theater aufgeführt. Die Musik stammt von Jewgeni Brussilowski, das Libretto wird Ghabit Müssirepow zugeschrieben.
1970 drehte der Kasachfilm eine „Kyz-Zhibek“ Verfilmung, die auf der Legende basierte. Das Drehbuch für den Film wurde ebenfalls von dem kasachischen Schriftsteller Ghabit Müssirepow geschrieben. Regie führte Sultan Khodzhikov.
Nach dem Thema von „Kyz-Zhibek“ wurde 2009 ein Ballett geschaffen, das nach der namensgebenden Arie der Oper „Gak-ku“ (in Deutsch: Der Ruf des Schwans) tituliert wurde. Es ist eine Kreation von Bulat Ajuchanow, die Musik stammt von Aida Issakowa. Die Musik, die sie für das Ballett „Gak-ku“ komponiert hat, beruht auf der Oper „Kyz-Zhibek“ von Jewgeni Brussilowski. Dieser verwendete wiederum fünfzig traditionelle kasachische Instrumentalstücke und Lieder, von denen die Arie von Kyz Zhibek und das Lied „Gak-ku“ von Akyn Ybrai am bekanntesten sind. In der Musikkritik wurde das Ballett als kasachischer „Schwanensee“ bezeichnet.